# J·多伊恩·法默
J·多伊恩·法默（英語：J. Doyne Farmer，1952年6月22日—），是一位美国复杂系统科学家和企业家，牛津大学数学教授，对混沌理论、复杂性和經濟物理學感兴趣。

## 外部連結
- Farmer's University of Oxford, Mathematical Institute website （页面存档备份，存于）
- Farmer's Oxford Martin School website （页面存档备份，存于）
- Farmer's Oxford INET website （页面存档备份，存于）
- 由Google学术搜索索引的J·多伊恩·法默出版物
- Farmer's personal website （页面存档备份，存于）